# Slovenské Krivé
Slovenské Krivé est un village de Slovaquie situé dans la région de Prešov.

## Histoire
Première mention écrite du village en 1478.

## Démographie

### Évolution de la population
| Année:               | 1994. | 2004.   | 2014.   | 2024.   |
| -------------------- | ----- | ------- | ------- | ------- |
| Nombre de personnes: | 129   | 139     | 126     | 123     |
| Différence:          |       | +7,75 % | -9,35 % | -2,38 % |

| Année:               | 2023. | 2024.   |
| -------------------- | ----- | ------- |
| Nombre de personnes: | 121   | 123     |
| Différence:          |       | +1,65 % |